# Debian GNU/FreeDOS
Debian GNU/FreeDOS (nebo také Debian GNU/DJGPP) byl myšlenkový koncept přenosu prostředí a funkcionality operačního systému Debian GNU/Linux na jádro operačního systému FreeDOS. Nápad vznikl na základě projektu Debian GNU/w32 (Debian GNU/Win32), což byl v té době vznikající port Debian GNU/Linux do POSIX prostředí Cygwin pro Microsoft Windows. Nový port měl zahrnovat standardní nástroje specifické pro Debian:
- dpkg
- později i APT (Advanced Packaging Tool)
- 32bitový C/C++/ObjC/Ada/Fortran vývojářský balík DJGPP (DJ's GNU Programming Platform) pro architekturu x86 bežící pod operačním systémem DOS, Microsoft Windows nebo IBM OS/2
- kompletní základní systém Debian GNU/Linux přenesený na jádro operačního systému FreeDOS

Port Debian GNU/FreeDOS (Debian GNU/DJGPP) měl být 32bitový a měl běžet nad 16bitovým jádrem operačního systému FreeDOS s patřičným DOS rozšířením. Později se počítalo s přechodem na plně 32bitové jádro FreeDOS-32. 

## Historie
Proč vzniknul port Debian GNU/FreeDOS (Debian GNU/DJGPP):
- Důvodem bylo přenesení prostředí a funkcionality Debian GNU/Linux na jádro operačního systému FreeDOS tak, aby uživatelé a vývojáři měli na této platformě k dispozici nástroje a aplikace, na které jsou zvyklí z prostředí Debian GNU/Linux. [2]

## Komponenty
Základní systémové komponenty obsahovaly DJ's Gnu Programming Platform (DJGPP), GNU C Library (glibc) a GNU Core Utilities (coreutils), ale také GNU Debugger (GDB), GNU binutils (binutils), Bash (příkazový shell). Port měl být k dispozici pro procesorovou platformu Intel (freedos-i386 nebo djgpp-i386). Port nebyl nikdy uvolněn a následně byl jeho vývoj opuštěn.

## Vývojáři
Na vývoji portu GNU/FreeDOS (Debian GNU/DJGPP) se podílel zejména Jérémie Koenig.

## Porty na jiná jádra
- Debian GNU/Linux – port na jádro Linux
- Debian GNU/kFreeBSD – port na jádro FreeBSD
- Debian GNU/Hurd – port na jádro GNU Hurd
- Debian GNU/NetBSD – port na jádro NetBSD
- Debian GNU/OpenBSD – port na jádro OpenBSD
- Debian GNU/w32 (nebo také Debian GNU/Win32) – port do POSIX prostředí Cygwin pro Microsoft Windows
- Debian GNU/MinGW – port s využitím vývojového prostředí MinGW (Minimalist GNU for Windows) pro Microsoft Windows
- Debian GNU/POSIX-2 – port s využitím vývojového prostředí POSIX/2 pro IBM OS/2
- Debian GNU/Plan9 (nebo také Debian GNU/9front) – port na jádro Plan9
- Debian GNU/Beowulf – port na Beowulf cluster
- Debian GNU/OpenSolaris (nebo také Nexenta OS) – port na jádro OpenSolaris